# エクソシスム

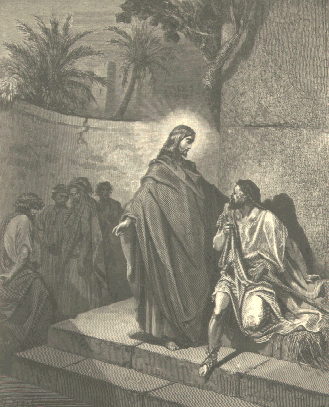
マタイ9:32-34 キリストによる唖者のいやし、ギュスターブ・ドレ画（1865年）

エクソシスム（ラテン語: exorcismus, ギリシア語: ἐξορκισμός）は、ギリシア語で「厳命によって追い出すこと」を意味し、この語はギリシア語訳旧約聖書である『七十人訳聖書』創世記 24:3 「誓い」、第一列王記 22:16 「命令」、および『新約聖書』マタイ福音書 26:63 「生きている神によって命じ」から採られている。
日本語では一般にエクソシズムとカナ書きされ、「悪魔祓い」または「悪霊払い」と訳されるが、『カトリック教会のカテキズム』の日本語版では「祓魔」（ふつま）と記されている。

## 語源
「悪霊を追い払うこと」を指して使われるギリシア語の exorkismos は、「厳かに問いかけること、または勧告すること」といった意味の名詞である。動詞 exorkizo は「誓言」を意味する horkos の派生語であり、悪魔の概念史の研究などで知られる宗教史家ジェフリー・バートン・ラッセルによれば、元はキリスト教ではなくギリシアの異教で用いられていた。この言葉は「衷心より真剣に請う、祈る」といった意味で用いられ、その本義は「誰かに向けて厳かに切実に呼びかける」である。これにはもとより「悪霊を追い出す」といった意味は含まれておらず、非キリスト教徒のギリシア人にとっても、初期のキリスト教徒にとっても、悪しきものに対してだけでなく善きものに対する呼びかけにも適用しうる言葉であった。キリスト教においては、エクソシズムはキリストの名の下に悪霊を追い払うという形のキリストへの間接的な祈りであり、3世紀頃までには明確に「高位の霊的権威の力を借りて人や物から有害な霊を追い出す儀式」を意味するようになった。

## キリスト教のエクソシスム
聖書にイエス・キリストが悪霊を追い出した記事があり、キリスト教においてはエクソシズムが今日でも行われている。
カトリック教会のエクソシスム（祓魔）は叙階の秘跡により司祭に与えられた権能であるが、教会の判断によりエクソシストが任命されることがある。洗礼式では悪魔を拒否するエクソシズムが行われ、聖別の祈りにおいては悪しき力を排除する広義のエクソシズムがなされる。悪霊に憑かれた人に対して行われる狭義のカトリックのエクソシズムは盛儀祓魔式と呼ばれる。カトリック百科事典は、カトリックのエクソシズムは民族宗教などの悪魔払いと異なり、迷信ではないとしている。現代のプロテスタントの一部の教派で行われる「悪霊追い出し」も広義のエクソシズムである。

## 他の宗教のエクソシズム
「厳粛な儀礼や祈祷によって悪しき諸力を祓除したり悪しき霊を駆逐する」という意味での広義のエクソシズム（悪霊祓い）や類似の行為は、古代より世界中のさまざまな社会において行われている。それらキリスト教以外の宗教文化での悪霊祓いについては悪霊ばらい、悪魔払いを参照。

## エクソシズムに関する事件

### 歴史上の事件
1630年のフランス王国中西部で「ルーダンの悪魔憑き」 (Loudun possessions) と呼ばれる事件が女子修道院で発生し、修道女がエクソシズムを受けた結果、悪魔としてイエズス会士のグランディエ教区司祭を名指ししたため、彼は火刑に処された。しかし、その後も悪魔憑きが続き、エクソシズムがなされていった。この事件を元にオルダス・ハクスリーは『ルーダンの悪魔』 (The Devils of Loudun) を書いている。

### 現代の事件
現代においても、エクソシズムを目的または名目として、人を虐待したり死に至らしめる等の事件が起こっている。
ルーマニアでは、2005年にルーマニア正教会の神父がエクソシズムのために尼僧をはりつけにするという殺人事件があった (en:Crucifixion#Crucifixion today)。
西ドイツのアンネリーゼ・ミシェルの事件（1976年に死亡）では、エクソシズムのために科学的医療行為を止めさせた結果、アンネリーゼが死亡したとして、両親と神父が過失致死罪で有罪判決を受けた。この事件を元にした映画が『エミリー・ローズ』（2005年）である。
2010年、アフリカ、コンゴの首都キンシャサでは、キリスト教原理主義をうたっていると伝えられる新興宗教団体による子供たちへのエクソシズムと称する行為が問題となっている。ナイジェリアにおいても近年、牧師を名乗る男や牧師の妻によって子供たちが魔女や黒魔術師と決め付けられ、エクソシズムとして火を点けられたり、釘を打ち込まれる等の虐待を受けたり、殺害されるという事件が起こっている。